# 다크 플로어
다크 플로어(Dark Floors)는 아이슬란드에서 제작된 페테 리스키 감독의 2008년 공포, 판타지 영화이다. 스카이 베넷 등이 주연으로 출연하였고 마르쿠스 셀린 등이 제작에 참여하였다.

## 출연

### 주연
- 스카이 베넷
- 노아 헌틀리
- 도미니크 맥엘리곳
- 로디

### 조연
- 키타
- 로널드 픽업
- 윌리엄 호프
- 레온 허버트
- 필립 브레더튼

## 제작진
- 의상: 애너 빌프푸넨
- 배역: 제레미 지머먼